# David Baird Jr.

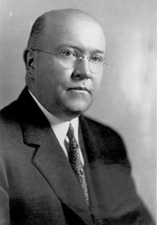
David Baird, Jr.

David Baird Jr., född 10 oktober 1881 i Camden, New Jersey, död 28 februari 1955 i Camden, New Jersey, var en amerikansk republikansk politiker. Han representerade delstaten New Jersey i USA:s senat 1929-1930.
Baird härstammade från Nordirlands skottar. Fadern David Baird invandrade 1856 till USA från Londonderry.
Baird utexaminerades 1903 från Princeton University. Han var sedan verksam inom timmer- och bankbranscherna.
Senator Walter Evans Edge avgick 1929 för att tillträda som USA:s ambassadör i Frankrike. Baird blev utnämnd till senaten fram till fyllnadsvalet 1930. Han kandiderade inte i fyllnadsvalet och efterträddes som senator av Dwight Morrow. Baird förlorade guvernörsvalet i New Jersey 1931 mot demokraten A. Harry Moore.
Bairds grav finns på Harleigh Cemetery i Camden County.